# Реутинська сільська рада
Реу́тинська сільська́ ра́да — колишній орган місцевого самоврядування у Кролевецькому районі Сумської області. Адміністративний центр — село Реутинці.

## Загальні відомості
- Населення ради: 1 092 особи (станом на 2001 рік)

## Населені пункти
Сільській раді підпорядковані населені пункти:
- с. Реутинці
- с. Артюхове
- с. Боцманів
- с. Грибаньове
- с. Ніжинське

## Склад ради
Рада складається з 14 депутатів та голови.
- Голова ради: Євтушенко Володимир Миколайович
- Секретар ради: Козинок Людмила Олексіївна

### Керівний склад попередніх скликань
| Прізвище, ім'я, по батькові     | Основні відомості                                                               | Дата обрання | Дата звільнення |
| ------------------------------- | ------------------------------------------------------------------------------- | ------------ | --------------- |
| Ведмідь Микола Миколайович      | Сільський голова, 1957 року народження, безпартійний                            | 15.10.2006   | 24.07.2008      |
| Євтушенко Володимир Миколайович | Сільський голова, 1960 року народження, освіта середня спеціальна, позапартійна | 30.11.2008   | 31.10.2010      |
| Євтушенко Володимир Миколайович | Сільський голова, 1960 року народження, освіта середня спеціальна, безпартійний | 31.10.2010   |                 |

Примітка: таблиця складена за даними сайту Верховної Ради України